# Andrea Catellani
Andrea Catellani (Reggio Emilia, 26 maggio 1988) è un dirigente sportivo, allenatore di calcio ed ex calciatore italiano, di ruolo attaccante, direttore sportivo del Modena.

## Biografia
Nato e cresciuto a Reggio nell'Emilia, si diploma come perito informatico presso l’istituto “Blaise Pascal” di Reggio Emilia.
Durante la carriera da calciatore, sotto la Presidenza di Damiano Tommasi, viene eletto nel Consiglio Direttivo dell’Associazione Italiana Calciatori.
Come dirigente, nel 2017 ottiene l’abilitazione F.I.G.C. a Direttore Sportivo col massimo dei voti, 110 e lode.
Successivamente poi, ottiene il patentino di Allenatore UEFA B e, nel 2022, l’abilitazione F.I.G.C. di Responsabile di Settore Giovanile.
Nel 2018 gli viene anche assegnato da A.I.C. il “Premio di Studio Morosini”, ottenendo l’accesso al corso di Sport Management MasterSport presso l’università di Parma. 
Dal 2014 è sposato con Lara: la coppia ha due figli.

## Carriera

### Calciatore
Inizia la sua carriera nelle giovanili della Reggiana, squadra della sua città. 
Esordisce in prima squadra a 17 anni quando, nella stagione 2005-2006 in Serie C2, colleziona 18 presenze e la sua prima rete fra i professionisti. 
Nella successiva stagione porta la Reggiana, con le sue 8 realizzazioni in 30 presenze, alla finale di play-off persa contro la Paganese.
Nella stagione 2007-2008 sono 6 le reti in 29 partite, conquistando con la Reggiana la promozione diretta in Serie C1.
Nel luglio 2008, per volere dell’amministratore delegato Pietro Lo Monaco, viene acquistato dal Catania con la formula della compartecipazione: resta agli ordini di Walter Zenga solo per il periodo estivo.
Nell’ultimo giorno di mercato infatti, il Modena lo preleva in prestito grazie ad una intuizione dell’allora uomo mercato Marco Ballotta.  
A soli 19 anni, alla prima stagione di B, collezionerà 33 partite e 7 gol, risultando uno degli artifici della miracolosa salvezza ottenuta grazie all’avvento di Luigi Apolloni.
Nella stagione 2009-2010 Catania e Modena decidono di rinnovare il prestito per un altro anno: a fine stagione collezionerà 35 presenze e 9 gol e contribuendo ad un’altra positiva annata per il club canarino.
Nella stagione 2010-2011 il Catania decide di cederlo ancora in prestito, stavolta al Sassuolo: a fine stagione si contano 33 presenze e 4 gol per lui.
Il 30 giugno 2011, terminato il prestito, torna al Catania, esordendo in serie A alla seconda giornata contro il Siena. 
Agli ordini di Vincenzo Montella totalizza 21 presenze con 1 gol, segnato (il primo in Serie A) in Parma - Catania, fissando il risultato sul 3-3.
Il 22 agosto 2012 viene ceduto ancora una volta in prestito al Sassuolo.
Il 18 maggio 2013 vince il campionato di Serie B e conquista la promozione in Serie A con la squadra emiliana guidata da Eusebio Di Francesco, totalizzando 34 e 6 gol e risultando uno dei protagonisti della storica promozione.
Il 23 agosto seguente passa in compartecipazione allo Spezia, in Serie B, scegliendo di indossare la maglia numero 24.
Nella sua prima stagione a Spezia, sotto la guida di Giovanni Stroppa prima e di Devis Mangia poi, totalizza 24 presenze con 1 solo gol (con cui lo Spezia batte il Cesena al Picco). 
Nell'estate 2014 lo Spezia, della nuova gestione Miskovic, rileva interamente il cartellino del giocatore.
Nella seconda stagione invece (Serie B 2014-2015), con l'avvento di Nenad Bjelica e il numero 10 sulle spalle, trascina la squadra nei quartieri alti della classifica, realizzando ben 6 reti nelle prime 10 giornate e guadagnandosi 4 rigori. Storico il gol dello 0-1 con il quale lo Spezia espugna l'Armando Picchi nel sentito derby con il Livorno.
Il 24 dicembre, con il gol del provvisorio 2-0 contro la Virtus Lanciano, realizza la rete numero 1.000 della storia dello Spezia Calcio. Il 28 dicembre, su calcio di rigore a Bari, realizza la sua rete numero 10 in stagione, ritoccando il proprio record personale.
Chiude il campionato con 19 reti segnate vincendo la classifica di capocannoniere insieme ad Andrea Cocco e Pablo Granoche.
Il 6 luglio 2016 viene ceduto al Carpi con la formula del prestito con obbligo di riscatto in caso di promozione in Serie A, dove rimane sei mesi realizzando tre reti.
Il 24 gennaio 2017 l'Entella di Chiavari lo acquista a titolo definitivo dallo Spezia, offrendo al giocatore un contratto triennale. Segna subito al debutto quattro giorni dopo in Avellino-Entella 2-2.
Il 29 luglio seguente, all'età di 29 anni, annuncia il proprio ritiro forzato dall'attività agonistica. In conferenza stampa, a Chiavari, annuncia di aver scoperto di avere problemi al cuore ma di essere "comunque sereno e motivato per cominciare a scrivere una nuova pagina della propria vita".

### Dirigente
Dopo il ritiro, nel 2017, il presidente Antonio Gozzi lo vuole comunque all'Entella nelle vesti di scout e consulente dell’area sportiva.
Nel dicembre 2017 supera l'esame da direttore sportivo con 110 e lode, ottenendo una borsa di studio.
Il 26 giugno 2018 viene scelto dal ChievoVerona come responsabile della Primavera e di tutte le squadre nazionali, divenendo da lì a poco Responsabile del Settore Giovanile del club guidato da Luca Campedelli, carica che ricopre per le successive tre stagioni.
Nel 2019, su Sky Sport, commenta come voce tecnica alcune partite dell'Italia al Mondiale Under-17.
Nel luglio del 2021 diventa responsabile del settore giovanile della SPAL, nel periodo del passaggio di proprietà alla cordata americana guidata da Joe Tacopina. Durante la prima stagione nella società biancazzurra, la squadra Under-18 conquista uno storico scudetto di categoria battendo in finale il Bologna. Questo traguardo viene bissato, ancora contro ogni pronostico, nella stagione successiva, 2022-2023: il 13 giugno 2023 infatti, la squadra Under-18 della Spal si laurea nuovamente campione d’Italia superando l’Inter di Andrea Zanchetta in finale per 3-1.
Nel luglio 2023 viene nominato responsabile del settore giovanile del Modena, squadra di Serie B per la quale aveva giocato per due stagioni tra il 2008 e il 2010.
Durante la prima stagione alla guida del vivaio, il Modena Primavera ottiene l'immediata promozione in Primavera 2, ottenuta nella finale contro la Pro Vercelli, dopo aver dominato la regular season. Pochi giorni dopo, la squadra guidata da Paolo Mandelli, ottiene anche lo Scudetto di Categoria.
Negli ultimi anni ha presenziato, come relatore su tematiche di calcio giovanile, nei corsi federali presso il Settore Tecnico di Coverciano.
Il 21 maggio 2024, a soli 35 anni, diventa il nuovo Direttore Sportivo della prima squadra del Modena.

## Statistiche

### Presenze e reti nei club
| Stagione        | Squadra         | Campionato      | Campionato | Campionato | Coppe nazionali | Coppe nazionali | Coppe nazionali | Coppe continentali | Coppe continentali | Coppe continentali | Altre coppe | Altre coppe | Altre coppe | Totale | Totale |
| Stagione        | Squadra         | Comp            | Pres       | Reti       | Comp            | Pres            | Reti            | Comp               | Pres               | Reti               | Comp        | Pres        | Reti        | Pres   | Reti   |
| --------------- | --------------- | --------------- | ---------- | ---------- | --------------- | --------------- | --------------- | ------------------ | ------------------ | ------------------ | ----------- | ----------- | ----------- | ------ | ------ |
| 2005-2006       | Reggiana        | C2              | 18         | 0          | CI-C            | -               | -               | -                  | -                  | -                  | -           | -           | -           | 18     | 0      |
| 2006-2007       | Reggiana        | C2              | 30+4       | 8+0        | CI-C            | 2               | 0               | -                  | -                  | -                  | -           | -           | -           | 36     | 8      |
| 2007-2008       | Reggiana        | C2              | 29         | 6          | CI-C            | 11              | 7               | -                  | -                  | -                  | -           | -           | -           | 40     | 13     |
| Totale Reggiana | Totale Reggiana | Totale Reggiana | 77+4       | 14         |                 | 13              | 7               |                    | -                  | -                  |             | -           | -           | 94     | 21     |
| 2008-2009       | Modena          | B               | 33         | 7          | CI              | -               | -               | -                  | -                  | -                  | -           | -           | -           | 33     | 7      |
| 2009-2010       | Modena          | B               | 35         | 9          | CI              | -               | -               | -                  | -                  | -                  | -           | -           | -           | 35     | 9      |
| Totale Modena   | Totale Modena   | Totale Modena   | 68         | 16         |                 | 0               | 0               |                    | -                  | -                  |             | -           | -           | 68     | 16     |
| 2010-2011       | Sassuolo        | B               | 33         | 4          | CI              | 2               | 0               | -                  | -                  | -                  | -           | -           | -           | 35     | 4      |
| 2011-2012       | Catania         | A               | 21         | 1          | CI              | 2               | 0               | -                  | -                  | -                  | -           | -           | -           | 23     | 1      |
| Totale Catania  | Totale Catania  | Totale Catania  | 21         | 1          |                 | 2               | 0               |                    | -                  | -                  |             | -           | -           | 23     | 1      |
| 2012-2013       | Sassuolo        | B               | 34         | 6          | CI              | -               | -               | -                  | -                  | -                  | -           | -           | -           | 34     | 6      |
| Totale Sassuolo | Totale Sassuolo | Totale Sassuolo | 67         | 10         |                 | 2               | 0               |                    | -                  | -                  |             | -           | -           | 69     | 10     |
| 2013-2014       | Spezia          | B               | 23         | 1          | CI              | 1               | 0               | -                  | -                  | -                  | -           | -           | -           | 24     | 1      |
| 2014-2015       | Spezia          | B               | 37+1       | 19         | CI              | 2               | 0               | -                  | -                  | -                  | -           | -           | -           | 39     | 19     |
| 2015-2016       | Spezia          | B               | 36+2       | 4          | CI              | 5               | 0               | -                  | -                  | -                  | -           | -           | -           | 41     | 4      |
| Totale Spezia   | Totale Spezia   | Totale Spezia   | 96+3       | 24         |                 | 8               | 0               |                    | -                  | -                  |             | -           | -           | 107    | 24     |
| 2016-gen. 2017  | Carpi           | B               | 8          | 3          | CI              | 2               | 2               | -                  | -                  | -                  | -           | -           | -           | 10     | 3      |
| gen.-giu. 2017  | Virtus Entella  | B               | 19         | 4          | CI              | -               | -               | -                  | -                  | -                  | -           | -           | -           | 19     | 4      |
| Totale carriera | Totale carriera | Totale carriera | 360+3      | 72         |                 | 27              | 9               |                    | -                  | -                  |             | -           | -           | 390    | 81     |

## Palmarès

### Club

#### Competizioni nazionali
- Campionato italiano di Serie B: 1

Sassuolo: 2012-2013
- Serie C2: 1

Reggiana: 2007-2008

### Individuale
- Capocannoniere della Serie B: 1

2014-2015 (19 gol)